# 克丽丝廷·卡尔森
克丽丝廷·卡尔森（英語：Kristine Karlson，1963年11月16日—），美国女子赛艇运动员。她曾代表美国参加世界赛艇锦标赛，获得三枚金牌和一枚铜牌。她也曾参加1992年夏季奥林匹克运动会。